# Psychotria densa
Psychotria densa är en måreväxtart som beskrevs av Wei Chiu Chen. Psychotria densa ingår i släktet Psychotria och familjen måreväxter. Inga underarter finns listade i Catalogue of Life.